# فرودگاه بنیینا
فرودگاه بنیینا (به انگلیسی: Benjina Airport) یک فرودگاه با کد یاتای BJK است. این فرودگاه در کشور اندونزی قرار دارد.